# Horní Rozmyšl
Horní Rozmyšl (německy Rossmeisl) je malá vesnice, část obce Dolní Nivy v okrese Sokolov v Karlovarském kraji. Nachází se asi 2,5 kilometru severovýchodně od Dolních Niv. Je zde evidováno 29 adres. V roce 2011 zde trvale žilo 45 obyvatel.
Horní Rozmyšl je také název katastrálního území o rozloze 4,76 km².

## Historie
První písemná zmínka o vesnici pochází z roku 1314, , kdy je Rozmyšl uváděn mezi osadami, které daroval Taut ze Schönbrunnu waldsassenskému klášteru. Na počátku 15. století zde stál jeden statek, který byl v držení Jindřicha z Plavna. V letech 1869–1910 byl Rozmyšl pod názvem Rozmysl obcí v okrese Falknov (Sokolov), v letech 1921–1930 obcí v okrese Loket, v roce 1950 obcí v okrese Sokolov. Od roku 1830 byla v obci první školní budova, která sloužila až do roku 1890, kdy ji nahradila nová budova. V letech 1924–1928 sloužila škola pro děti z obce Stará, ve které byla vzhledem k nízkému počtu žáků škola dočasně uzavřena.
Osadou obce Horní Rozmyšl se stal v roce 1850 stal Dolní Rozmyšl (Deutschbudesort) jehož český název Dolní Rozmyšl byl podle blízké obce Rozmyšl stanoven roku 1948. K likvidaci Dolního Rozmyšlu došlo na počátku 70. let 20. století, když musel ustoupit rozrůstající se vnější výsypce lomu Jiří. Český název Horní Rozmyšl byl stanoven v roce 1948.

## Přírodní poměry
Horní Rozmyšl se rozkládá na jižních svazích Krušných hor upadajících do Sokolovské pánve. Jižní část území obce pokrývá podkrušnohorská výsypka, která vznikla navezením skrývkových hmot z hnědouhelného lomu Jiří.
Severovýchodně od zástavby vesnice těží od roku 1994 společnost Sokolovská uhelná žulu v kamenolomu Horní Rozmyšl. Ve svahu pod kamenolomem roste mohutný památný strom Kaasův buk.

## Obyvatelstvo
| Rok            | 1869 | 1880 | 1890 | 1900 | 1910 | 1921 | 1930 | 1950 | 1961 | 1970 | 1980 | 1991 | 2001 | 2011 | 2021 |
| -------------- | ---- | ---- | ---- | ---- | ---- | ---- | ---- | ---- | ---- | ---- | ---- | ---- | ---- | ---- | ---- |
| Počet obyvatel | 213  | 201  | 208  | 265  | 311  | 322  | 257  | 107  | 78   | 86   | 58   | 41   | 44   | 45   | 48   |
| Počet domů     | 35   | 35   | 38   | 47   | 48   | 50   | 51   | 52   | -    | 24   | 16   | 15   | 14   | 18   | 20   |

## Obecní správa
Při sčítání lidu v letech 1850–1959 Horní Rozmyšl byla součástí Rozmyšle v okrese Sokolov (v letech 1869–1910 Falknov a v letech 1921–1930 Falknov nad Ohří). Od roku 1960 je částí obce Dolní Nivy v okrese Sokolov.